# Dompierre-sur-Héry
Dompierre-sur-Héry är en kommun i departementet Nièvre i regionen Bourgogne-Franche-Comté i de centrala delarna av Frankrike. Kommunen ligger i kantonen Brinon-sur-Beuvron som tillhör arrondissementet Clamecy. År 2018 hade Dompierre-sur-Héry 76 invånare.

## Befolkningsutveckling
Antalet invånare i kommunen Dompierre-sur-Héry
| Referens: INSEE |